# Echinomacrurus
Az Echinomacrurus a sugarasúszójú halak (Actinopterygii) osztályának a tőkehalalakúak (Gadiformes) rendjébe, ezen belül a hosszúfarkú halak (Macrouridae) családjába tartozó nem.

## Rendszerezés
A nembe az alábbi 2 faj tartozik:
- Echinomacrurus mollis Roule, 1916 - típusfaj
- Echinomacrurus occidentalis Iwamoto, 1979